# 奧東二世 (海爾德)
奧東二世（法語：Otton II de Gueldre，約1215年—1271年1月1日），海爾德伯爵，格拉爾三世之子，1229年—1271年在位。

## 家庭
1253年，奧東二世與達馬爾坦的菲莉琶結婚，兩人共有1子1女：
1. 雷諾一世
2. 瑪格麗特